# Gefleckter Schnellschwimmer

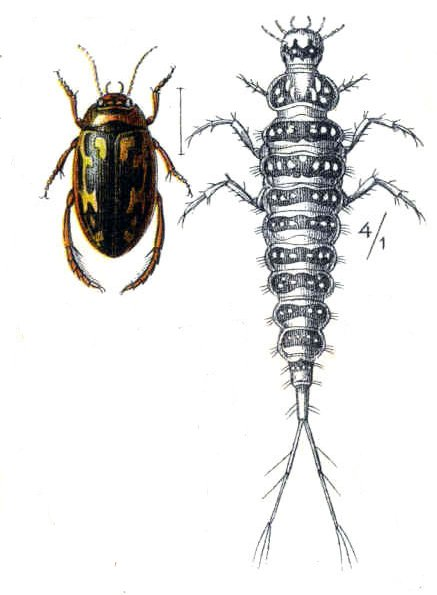
Zeichnung eines adulten Käfers und einer Larve

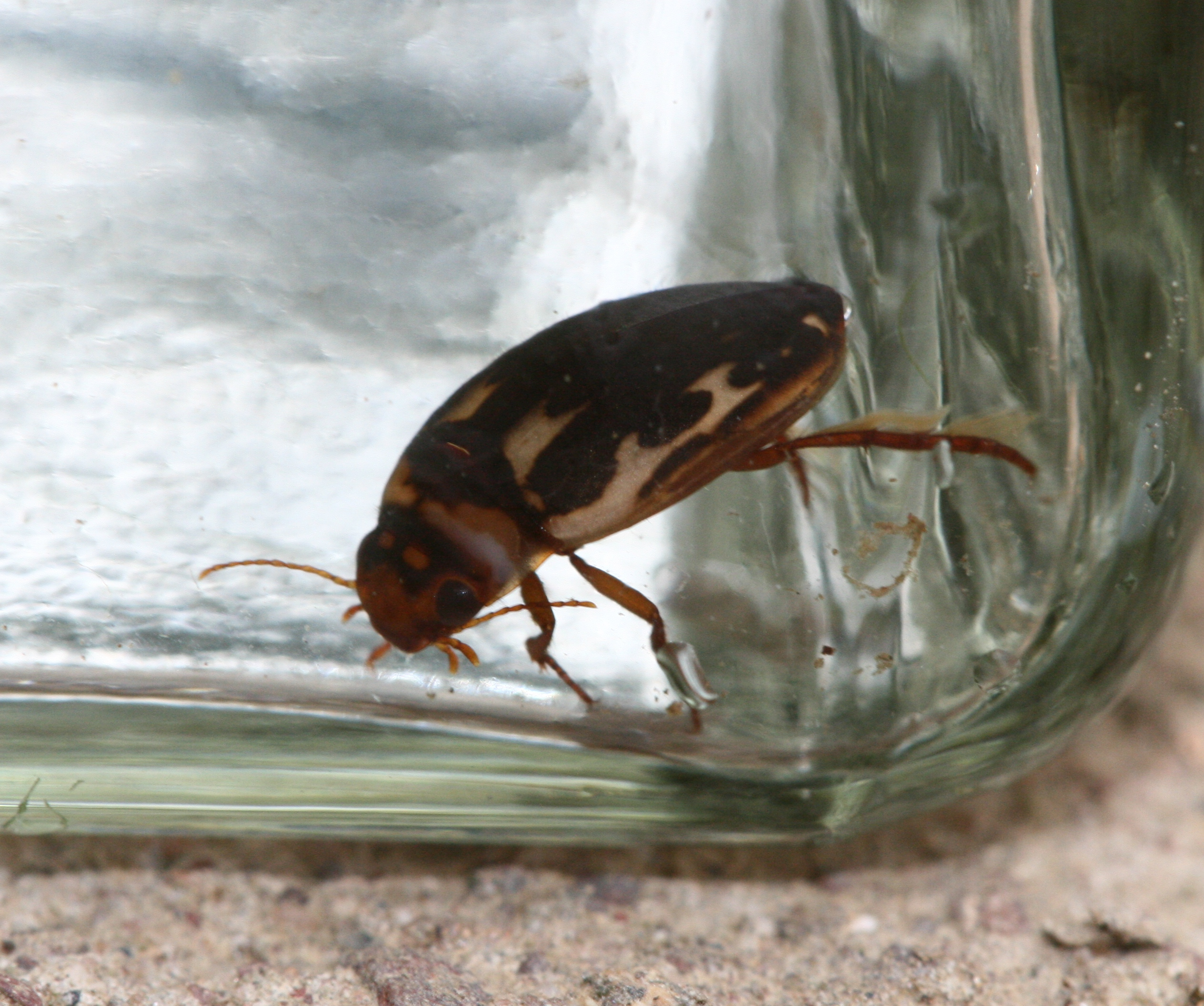
Ein Exemplar in der Seitenansicht

Der Gefleckte Schnellschwimmer (Platambus maculatus), auch Gefleckter Flussschwimmer genannt, ist eine Art der Schwimmkäfer und paläarktisch verbreitet.

## Merkmale
Die Körperlänge beträgt 7–8,5 mm. Der Körper ist länglich-oval geformt und weist eine schwach glänzende Oberfläche auf. Die gelblichbraune bis gelbschwarze Musterung kann variieren, von einer fast schwarzen bis überwiegend gelblichen Färbung, ist aber dennoch ein gutes Erkennungsmerkmal der Art. Die Flügeldecken (Elytren) zieren meist ineinander laufende gelbe Flecken. An den Rändern sind die Flügeldecken immer hell gefärbt. Auf dem Kopf befindet sich zwischen den Augen eine schwarze, brillenförmige Zeichnung. Die Antennen und Palpen sind gelbrot gefärbt, die Beine und Unterseite rostrot. In Südosteuropa und Westasien lebt noch eine weitere Art der Gattung, Platambus lunulatus. In Europa kommt diese nur in Griechenland vor.

## Verbreitung und Lebensraum
Das Verbreitungsgebiet der Art reicht von Europa über den Kaukasus und Kleinasien bis nach Transkaukasien, Westsibirien und in die Mongolei. In Europa kommt die Art vom Norden der Iberischen Halbinsel über Frankreich, Großbritannien und Mitteleuropa bis in den Norden Fennoskandinaviens und nach Osteuropa vor. Die Art fehlt in Teilen Südeuropas, wie auf der Apenninhalbinsel oder Teilen der Balkanhalbinsel. Die Art ist jedoch sehr kältetolerant und lebt auch noch nördlich des Polarkreises.
Lebensraum der Art sind Gewässer, insbesondere Fließgewässer. Dabei findet sie sich vom Gebirge, wo sie Gebirgsbäche oder Quellen besiedelt, bis zum Brackwasser an den Küsten. Vor allem in den Niederungen lebt sie dabei gerne in grasbestandenen Gräben. Des Weiteren besiedelt sie gerne zugewachsene Bäche oder sauerstoffreiche Seen. Außerdem ist eine Präferenz für sandigen oder kiesigen Bodengrund der Gewässer erkennbar. Die Art toleriert eine mäßige organische Verschmutzung der Gewässer.

## Lebensweise
Die Käfer sowie ihre Larven leben räuberisch, beispielsweise von Insektenlarven, und tauchen im Wasser umher. Atemluft wird an der Oberfläche aufgenommen und unter den Elytren gespeichert. Adulte Käfer können nicht fliegen und finden sich von April bis November, aber am häufigsten von Mai bis September. Die Paarungen finden im Sommer statt. Die Männchen haben spezielle Vorderbeine, um sich bei der Paarung an den glatten, rutschigen Deckflügeln der Weibchen festzuhalten. Die Eiablage findet im Spätsommer oder Herbst auf Matten von Algen oder an Wasserpflanzen statt. Die Larven überwintern und erreichen im folgenden Jahr die Geschlechtsreife. In Nordeuropa können Larven wegen der längeren Entwicklungsdauer das ganze Jahr über gefunden werden, in Südeuropa ist die Entwicklung zur Imago bereits im Frühling abgeschlossen. Zur Verpuppung verlassen die Larven das Wasser und bauen sich eine Zelle im Boden der Gewässerränder. Die adulten Käfer kehren nach dem Schlupf schließlich ins Wasser zurück.

## Taxonomie
Die Art wurde 1758 von Carl von Linné unter dem Namen Dytiscus maculatus erstbeschrieben. Weitere Synonyme der Art lauten Agabus maculatus (Linnaeus, 1758) und Dytiscus hebraicus Fourcroy, 1785.